# UNHhhh
Az UNHhhh amerikai  internetes sorozat Trixie Mattel és Katya Zamolodchikova drag királynők főszereplésével. A sorozatban Trixie és Katya humorosan beszélgetnek egy témáról egy zöld képernyő előtt. Az UNHhhh premierje 2016. március 25-én volt,  egy évvel azután, hogy Mattel és Zamolodchikova megjelent a RuPaul's Drag Race hetedik évadában . A műsort a World Of Wonder YouTube -csatornáján, valamint a WOW Presents Plus-on lekérhető videoszolgáltatásán keresztül sugározzák. Az UNHhhh -t hat Streamy-díjra jelölték a sugárzása során, végül megnyerte az legjobb forgatókönyv nélküli sorozat díját a 2020 -as ceremónián, amelynek a duó házigazdája is volt.

## Gyártás
A műsor 2016 márciusában kezdődött, és 65 epizódot sugároztak, mielőtt a World of Wonder bejelentette a műsor befejezését és A Trixie és Katya Show premierjét, amely az UNHhhh televíziós spin-offja  a Viceland csatornán.  A Trixie és Katya Show -t egy évad után törölték, és az UNHhhh 2018 októberében harmadik évadára visszatért a YouTube-ra.   A harmadik évadtól kezdődően az új epizódok premierje a WOW Presents Plus-on cenzúrázatlanul kerül fel egy héttel a YouTube-on való megjelenés előtt. A negyedik évad 2019. január 16. és szeptember 12. között kerül adásba, egy különleges karácsonyi epizóddal pedig 2019. december 11-én.
2019. szeptember 20-án Trixie Mattel feltöltött egy videót a személyes Twitter-fiókjába, amelyből kiderül, hogy a sorozat visszatér az ötödik évadra,  amelyet 2020. január 22-én mutattak be.  A sorozat ezután a COVID-19 világjárvány miatt 2020 márciusa és augusztusa között rövid szünetet tartott, és ez idő alatt a Trixie és Katya Megmenti a Világot című sorozattal helyettesítették.  Július 22-én a World of Wonder kiadott egy előzetest a YouTube-oldalán, miszerint az UNHhhh augusztus 5-én visszatér a járvány idején forgatott új epizódokkal, és néhány olyan részével, amelyeket korábban forgattak, de nem szerkesztettek.    A társadalmi távolságtartásra vonatkozó irányelvek betartása érdekében Trixie-t és Katya-t távolabb ültették, és több kamerával filmezték, valamint úgy szerkesztették, hogy a kész epizódban úgy tűnjön, hogy közelebb ülnek egymáshoz.   Az évad 2020. december 30-án ért véget, és a házigazdák megerősítették, hogy készül a hatodik évad, amelyet 2021. április 21-én mutattak be a WOWPresents+-on. A hatodik évadtól kezdődően az epizódok megjelentek a WOW Presents Plus oldalán, egy hónappal a YouTube debütálása előtt. A hetedik évad premierje 2022. április 20-án volt.

## Formátum
Az epizódok átlagosan 10-20 percesek, és zöld képernyő előtt készülnek. Minden epizód egy-egy témát fed le, mint például a szépségtippek vagy a színeket, tele Trixie és Katya sötét, felnőtt humorával. A zöld képernyő használata sok szerkesztést igénylő epizódokat eredményez, amelyek hozzájárulnak a humorhoz, és sok pillanat vagy hangharapás mémmé válik, amit gyakran idéznek a rajongók. Minden epizód azzal kezdődik, hogy a királynők humoros bevezetőket adnak, ezt a trendet Trixie Mattel indította el a második epizódban "Én vagyok a Serengeti piaci nője, Trixie Mattel". A websorozat erősen önismétlő, a gegek gyakran ismétlődnek vagy ismétlődnek Trixie és Katya testvérprodukcióin, például a A Kopasz és a Gyönyörű című podcastjukon.

## Epizódok
| Évad | Epizódok száma   | Eredeti sugárzás  | Eredeti sugárzás   |
| Évad | Epizódok száma   | Első epizód       | Utolsó epizód      |
| ---- | ---------------- | ----------------- | ------------------ |
| 1    | 37               | 2016. március 25. | 2016. december 30. |
| 2    | 32               | 2017. március 20. | 2017. november 13. |
| 3    | 11               | 2018. október 17. | 2018. december 26. |
| 4    | 32               | 2019. január 16.  | 2019. december 11. |
| 5    | 32               | 2020. január 22.  | 2020. december 30. |
| 6    | 32               | 2021. április 21. | 2021. december 22  |
| 7    | Kihirdetés alatt | 2022. április 20. | Kihirdetés alatt   |

## Spin-offok

### Trixie és Katya megmentik a világot
A Trixie és Katya Megmentik a Világot a 2020-as COVID-19 világjárvány miatt szüneteltetett UNHhhh helyettesítésére jött létre. A duó otthonában, videocsevegés közben forgatott műsorban a királynők kérdésekre válaszolnak, és megpróbálják megoldani a közönségtagok problémáit, a Viceland sorozat „Asking For a Friend” című részéhez hasonlóan.   A sorozat premierje 2020. március 30-án volt, kizárólag a WOW Presents Plus -on érhető el, bár a nyolcadik epizód is megjelent a YouTube -on. 

### UNHhhh, a podcast
A COVID-19 forgatási szünetében az 1–121. epizódokat podcast formátumban töltötték fel, a későbbi epizódokat pedig fokozatosan. 

### A Kopasz és a Gyönyörű
2020. október 6-án a duó bemutatta a The Bald and the Beautiful című új podcastot . A műsorban "egy pár vén meleg zombi szerepel, akik a modern szépség kulturális határait kutatják a szépségipar különböző területein élő, gyönyörű vendégekkel készített interjúkon keresztül." 
A 35. epizódtól kezdődően az epizódokat videopodcastként is megfeltöltötték a hivatalos Trixie és Katya YouTube-csatornán.  2021. október 26-án a duó bejelentette, hogy a podcast hosszabb szünetet tart. A következő héten azonban visszatértek, megerősítve, hogy azt tervezik, hogy befejezik az évet, és később 2022-ig folytatták a podcastot.
A műsor elnyerte a Queerty -díjat a legjobb podcast kategóriában (és a következő évben második lett) és a Webby-díjat a legjobb podcast hirdetésért.

#### Díjak és jelölések
| Év   | Díj                      | Kategória                                   | Eredmény | Ref           |
| ---- | ------------------------ | ------------------------------------------- | -------- | ------------- |
| 2021 | Queerty-díjak            | Podcast                                     | Nyert    | [ 17 ]        |
| 2021 | Kanadai podcasting díjak | Kiváló külföldi sorozat                     | Nyert    | [ 18 ]        |
| 2022 | Queerty-díjak            | Podcast                                     | Befutó   | [ 19 ]        |
| 2022 | Webby-díjak              | A legjobb podcast hirdetés                  | Nyert    | [ 20 ] [ 21 ] |
| 2022 | Webby-díjak              | A legjobb podcast hirdetés (People's Voice) | Nyert    | [ 20 ] [ 21 ] |

## Díjak és jelölések
| Év   | Díj            | Kategória                    | Eredmény |
| ---- | -------------- | ---------------------------- | -------- |
| 2017 | Streamy Awards | Az év műsora                 | Jelölt   |
| 2019 | Streamy Awards | Forgatókönyv nélküli sorozat | Jelölt   |
| 2020 | Streamy Awards | Az év műsora                 | Jelölt   |
| 2020 | Streamy Awards | Forgatókönyv nélküli sorozat | Nyert    |
| 2021 | Streamy Awards | Az év műsora                 | Jelölt   |
| 2021 | Streamy Awards | Forgatókönyv nélküli sorozat | Jelölt   |